# Dicodonium floridana
Dicodonium floridana is een hydroïdpoliep uit de familie Tubulariidae. De poliep komt uit het geslacht Dicodonium. Dicodonium floridana werd in 1910 voor het eerst wetenschappelijk beschreven door Mayer. 